# Võijärv
Võijärv är en sjö i Estland.   Den ligger i landskapet Saaremaa (Ösel), i den västra delen av landet, 130 km sydväst om huvudstaden Tallinn. Võijärv ligger 13 meter över havet. Den ligger på ön Ösel.